# کشنژومیژ-اوسادا
کشنژومیژ-اوسادا (به لهستانی:  Księżomierz-Osada) یک روستا در لهستان است که در گمینا گوشچیرادوو واقع شده‌است.